# Azim
Az Azim arab eredetű férfinév, jelentése: szeretteim, erős, nagy teljesítményű.

## Gyakorisága
Az 1990-es és a 2000-es években nem volt anyakönyvezhető.

## Névnapok
- nincs hivatalos